# 卡夫里利亚内斯
卡夫里利亚内斯，是西班牙卡斯蒂利亚-莱昂莱昂省的一个市镇。 总面积169平方公里，总人口1092人（001年），人口密度6人/平方公里。